# Leone
El leone es la moneda de Sierra Leona. Fue introducido en 1964 y reemplazó a la libra de África Occidental con una tasa de 1 libra = 2 leones. En 2022 se le quitaron tres ceros.

## Historia
El leone se introdujo el 4 de agosto de 1964. Reemplazó a la Libra del África Occidental Británica a una tasa de 1 libra = 2 leones (es decir, 1 leone = 10 chelines). Cuando se introdujo, un leone valía exactamente media libra esterlina o 1,40 dólares estadounidenses. El leone valía más que el dólar estadounidense hasta la década de 1980, cuando la moneda comenzó a devaluarse rápidamente. Años de alta inflación hicieron que el valor del leone se desplomara y un dólar estadounidense pasó a valer miles de leones a partir de la década de 2000.
En agosto de 2021, se anunció que se introduciría un nuevo leone (SLE), con un valor de 1000 SLL. El nuevo leone finalmente se introdujo en julio de 2022. Los antiguos leones fueron de curso legal hasta el 31 de diciembre de 2023 y se podían canjear por moneda de curso legal actual en bancos comerciales hasta el 31 de marzo de 2024.
Los billetes de Sierra Leona se imprimen en Londres, por la Thomas de la Rue.

## Billetes
| Denominación | Color predominante | Descripción del anverso                                                                     | Descripción del reverso                                                                 |
| ------------ | ------------------ | ------------------------------------------------------------------------------------------- | --------------------------------------------------------------------------------------- |
| 1 Leone      | Rojo               | Bai Bureh; Escudo de armas de Sierra Leona                                                  | Antena parabólica de telecomunicaciones                                                 |
| 2 Leones     | Cafe               | Isaac Theophilus Akunna Wallace-Johnson, buque de carga; Escudo de armas de Sierra Leona    | Edificio del Banco de Sierra Leona, Freetown                                            |
| 5 Leones     | Violeta            | Joseph Cinqué; Escudo de armas de Sierra Leona                                              | Represa de Bumbuna                                                                      |
| 10 Leones    | Azul               | Paloma volando sobre el mapa de Sierra Leona, Bandera de Sierra Leona                       | Ceiba pentandra; Escudo de armas de Sierra Leona                                        |
| 20 Leones    | Amarillo           | Constance Cummings-John, escudo de armas; laureles que flanquean un libro abierto con llama | Una multitud de 16 estudiantes sentados en pupitres escolares y un mapa de Sierra Leona |

## Monedas
| Denominación | Emisión | Forma    | Metal                     | Metal                     | Diámetro | Canto | Diseño anverso | Diseño reverso         |
| Denominación | Emisión | Forma    | Anillo                    | Centro                    | Diámetro | Canto | Diseño anverso | Diseño reverso         |
| ------------ | ------- | -------- | ------------------------- | ------------------------- | -------- | ----- | -------------- | ---------------------- |
| 1 centavo    | 2022    | Circular | Acero revestido en Níquel | Acero revestido en Níquel | 20 mm    | Liso  | Microfono      | Sullay Abu Bakarr      |
| 5 centavos   | 2022    | Ondulado | Acero revestido en Níquel | Acero revestido en Níquel | 22.5 mm  | Liso  | Djembe         | Israel Olorunfeh Cole  |
| 10 centavos  | 2022    | Circular | Acero revestido en Níquel | Acero revestido en Níquel | 23 mm    | Liso  | Guitarra       | Sooliman Ernest Rogers |
| 25 centavos  | 2022    | Circular | Acero revestido en Níquel | Acero revestido en Latón  | 24 mm    | Liso  | Kalimba        | Bassie Sorie Kondi     |
| 50 centavos  | 2022    | Circular | Acero revestido en Latón  | Acero revestido en Níquel | 26 mm    | Liso  | Acordeon       | Salla Koroma           |